# 木村公平

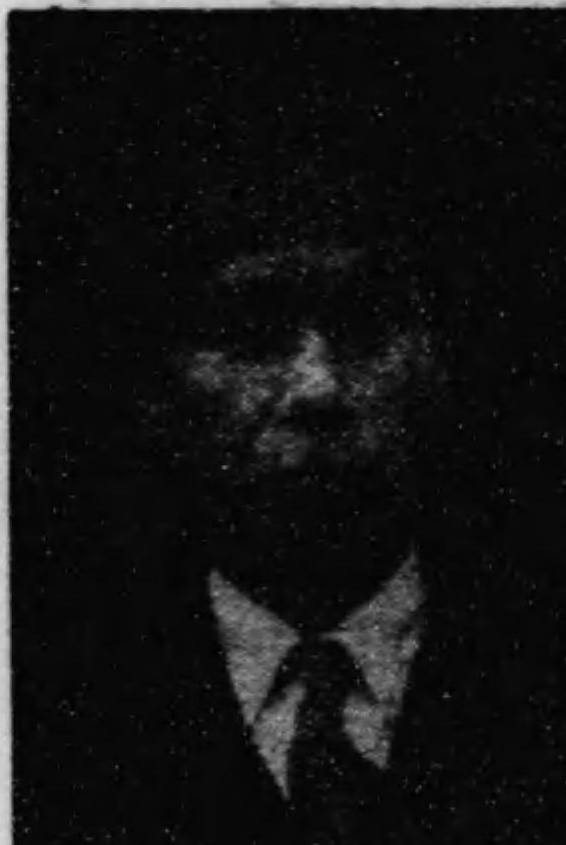
木村公平

木村 公平（きむら こうへい、1905年（明治38年）7月31日 - 1976年（昭和51年）9月27日）は、日本の政治家。

## 経歴
岐阜県、現在の大垣市出身。1929年（昭和4年）に明治大学卒業。1937年（昭和12年）に大垣市会議員に当選して政界入り。同市会副議長を経て、岐阜県会議員選挙に立候補して同県会議員。1946年（昭和21年）衆議院議員当選。以降5選。衆院内閣委員長、第4次吉田内閣の運輸政務次官、内閣総理大臣秘書官を歴任。党務では、日本自由党幹事、民主自由党総務、副幹事長などを務めた。1948年（昭和23年）に政治資金に関する問題で衆議院不当財産取引調査特別委員会に証人喚問された。実業に於いては、岐阜県西部紙工、山陽織物の社長などを務めた。
1976年、脳血栓のため大垣市民病院にて死去。71歳。

## 受章歴
- 1968年 - 大垣市功労章[5]